# Загер, Соломон Акимович
Соломон Акимович Загер (1892 — 1937) — советский государственный деятель, председатель Черниговского облисполкома. Член ВУЦИК.

## Биография
Родился в еврейской семье.
Член РКП(б) с 1920 года.
На 1925 год — председатель правления Харьковского городского банка. Работал управляющим Торгово-промышленного банка в Харькове.
Затем — на ответственной советской работе. Избирался председателем исполнительного комитета Черниговского районного совета.
До 1934 года — заместитель председателя исполнительного комитета Харьковского областного совета.
В 1934—1937 годах — председатель исполнительного комитета Черниговского областного совета.
В 1937 году — управляющий Украинской конторы Промышленного банка СССР в городе Харькове.
1937 года арестован органами НКВД. Осужден 25 августа 1937 года к высшей мере наказания. Расстрелян 3 сентября 1937 года. Посмертно реабилитирован.

## Семья
Был мужем Антонины Петровской, дочери председателя ВУЦИК Григория Петровского. Дочь — Ирина Соломоновна Загер.